# Frigreve
En frigreve (tysk: Freigraf) var en tysk adelig grevetitel, der typisk enten blev brugt til at henvise til en grevelig fyrste med en usædvanligt lang titel (hvilket kunne indikere allodial status, typisk i grevskabet Burgund, eller til at beskrive en person der var øverste leder af en femdomstol.